# 浅倉南
浅倉 南（あさくら みなみ）は、野球漫画『タッチ』に登場する架空の人物でヒロイン。アニメ版の声優は日髙のり子。

## 略歴
上杉達也・和也兄弟とは赤ん坊の頃からの幼馴染。家は上杉家の隣の喫茶店「南風」。
勉学運動ともに優れる美少女。男子だけでなく女子からも概ね評判が良い。
幼少期に母親が他界し、多忙な父親を手助けするように家事をこなすようになっていった。また、喫茶店を手伝っていることもあり、特に料理は上手。和也や達也の弁当や食事を作ることも多い。野球部の合宿では大人数の食事を手際良く作るなどしている。
中学時代はバレーボール部に在籍。
高校1年生から3年生のはじめまでは野球部マネージャーを務める。幼い頃に上杉兄弟とともにテレビの甲子園中継を見て、甲子園に強く憧れるようになる。この時に真面目に取り合ってくれた和也との間に「甲子園につれていって」もらうという夢を共有する。やがて和也から思いを寄せられるようになるが、南が成長するにつれ抱くようになったもうひとつの夢は達也の「お嫁さん」になることだった。
同性からの評判も良く、同級生のヤンキーが生意気な新田由加をシメようとした際、新田に「モテない女のひがみか。モテ女が気に入らないなら浅倉を先やれば」と言われたところ、「浅倉は優しくていい子だよ」と返している。
1年生の後半からは大会直前にケガをしたキャプテンのピンチヒッターという形で新体操部にも入部。競技会が終わるまでという約束で同じ学年の清水に説得される。しかしその競技会でいきなりの3位入賞を果たし、新体操界の期待の新星として世間の注目を浴びる。2年まではマネージャーと新体操を掛け持ちして両立させていたが、3年になり代行監督の柏葉英二郎により野球部マネージャーを辞めさせられることになる（ただし野球部にも籍は残されていた）。そのため達也は、ある日その場にいた勢南高校のエース西村勇からヒットを打つことを条件に、南を野球部へ戻す賭けを柏葉と行い西村と対戦するが、三球三振で南を野球部に戻すことはできなかった。
最終回のエピローグではインターハイで個人優勝したことが明かされている。アニメではエピローグはカットされている。
基本的に明るく、前向きで気丈な性格。一生懸命物事に取り組み、人前では泣き言や弱さを見せたがらない。上杉家の母親曰く「南ちゃんのお母さんは学生時代から運動神経が抜群だった。美人でスタイルが良かった。他人に頼みごとをされると一生懸命に取り組む姿勢も今の南ちゃんソックリ」というくだりから、南は母親似であることが窺える。また高熱を出した時も達也以外は気づかない位に気丈に振る舞う。気づいた達也は保健室に運んで自宅に送り届けている。
多くの男性から好意を寄せられる存在だと自覚していながらも、達也以外の異性の感情に対して無神経な面がある。一方で、達也が他の女の子と親しげにしている姿に嫉妬の表情を見せる場面も多い。達也と両思いであることはお互いに了解している。しかし南に片思いをしたまま亡くなった和也を慮って、物語のクライマックスまで2人は明確な恋人になれずにいた。原田も好意を持っているが、姉から無理だと言われている。
高校時代、一部の女子からは「和也と付き合っていたが、和也が死んでから同じ顔の達也に乗り換えた」と誤解され、陰口を叩かれている。これは和也の生前から南が達也を好きだったことは一般生徒は知らないためである。
幼い頃から地震が大の苦手。達也と2人でいた時に地震に遭い、必死に抱きつき怖がる描写がある。
16歳当時の身長は159cm、B82・W57・H85。「新体操を始めてからウエストが更に引き締まった」と達也にことさら誇らしげに語る場面がある。
『Miss Lonely Yesterday』（アニメ版独自の続編）では大学に進学し、新体操を続けていた。達也も同じ大学を受験するつもりであったが風邪で受験できず、別の大学に進学したため、帰宅時以外は離れ離れの仲となる。新体操に打ち込み続け、高度なレベルを確立していたが、練習中にこん棒を落とすなど次第に自らの衰えや達也と水野香織との仲を知り、迷いが表れるようになる。そして、迷いを断ち切って新しいスタートを踏み切るため、新体操競技から引退を決意した。高校時代に比べ胸が大きくなるなど年相応の成長を見せている。
『Cross Road』（『Miss Lonely Yesterday』のさらなる続編）では、自分の引退試合を撮影したスポーツカメラマン・藤村剛の助手として登場。「引退試合の心境を見抜いていた人に会ってみたい」という理由で志願したと原田正平に話している。仕事は雑用係一辺倒であったが、中盤でプロ野球選手として活躍する新田明男の試合を撮影することを命じられ、仕上がった写真の構図から藤村は彼女の戸惑いを察知する。そして藤村から達也の所属するエメラルズ最後の試合の取材を命じられ、会いに行く。

## エピソード
- 『タッチ』の主要人物の名字は戦国武将や新選組から取られており、南も第1話では「朝倉南」だった。第2話で「浅倉南」としたために編集部から統一するよう指摘され、以後は「浅倉南」に。第1話は単行本収録時に修正された[6]。
- 連載及びアニメが放送された1980年代当時は山﨑浩子や大塚裕子などが活躍していたが、「浅倉を見て新体操を始めた（志した）」という選手も少なからずいる。
- 日髙のり子はアイドルから声優へ転身して間もなかったため、演技力にはまだまだ難が多い状態であったが、オーディションにて選考に関わった主要スタッフは「下手だけど、この子に賭けてみよう」と、育成目的も兼ねての大抜擢に踏み切った。その収録現場での厳しい演技指導の結果、日髙の演技力は短期間のうちに格段に向上し、その後も息長い活動を続ける原動力となった。日髙本人も当時のスタッフに自著で感謝の念を語っている。
- 上記にもあるように「浅倉南」役は日髙にとってターニングポイントになった大切なキャラクターであるが、一時期、南のことを嫌いになっていたという。「達也の気持ちに気付いていながら気付かないふりをして煮え切らない態度で接していること。達也を愛している自覚があるのに、（南を）慕ってくる幾人もの男性に思わせぶりな態度で接する八方美人的な面が鼻につく」ように感じてしまい、自分で声を当てていながらイライラしたことがあったと語っている。「後に思い返せば、思春期の女の子によくある“揺らぎ”や“矛盾”が上手く表現されていたのですね」とも付け加えている。
- 『オールナイトニッポン』の特別番組として、『浅倉南のオールナイトニッポン』(あさくらみなみ-)が放送された。パーソナリティーは日髙。放送時間は2004年9月29日 水曜1部　深夜 25:00~27:00。タッチのアニメ20周年とアニメ版DVD-BOX発売を記念して放送された。
- FNNスーパータイムで、「南ちゃんを探せ!」という、スポーツに取り組む全国の少女を取り上げるコーナーが出来る程の人気を博した。
- 横浜市営地下鉄の戸塚駅延伸時のポスターに浅倉南のイラストが描かれた。キャッチコピーは「戸塚にタッチ」。
- TVアニメ版の第14話「不満です?南と和也はベストカップル!?」の中で、ベストカップルの表彰をされる2人の後ろの黒板に書かれた日直の名前のところと、ベストカップルの発表のポスターでは「浅倉」ではなく「朝倉」表記になっている[7]。
- 2009年8月29・30日に大阪ドームで開催されたオリックス・バファローズ対埼玉西武ライオンズの試合で、日髙はオリックス側の招待により始球式および南の声によるウグイス嬢を務めた。オリックスの選手スタメン発表の際は南の声で各選手を「君」付けで呼び（監督の大石大二郎のみ呼称なし）、また南からの一言メッセージもそれぞれ添えられた。この他にも始球式で日髙が着用したオリックスのユニフォームの背番号は「南」にかけて「373」とされた。
- 笑っていいとも!で日高が出演した際、志茂田景樹が「あさくらなん」と読みまちがえたため、ダチョウ倶楽部から、「作家のくせに読めないのか」と突っ込まれた。

## キャスト
声優
- 日髙のり子（アニメ）
- 星野桜子（アニメ（幼少期））

俳優
- 浅倉亜季（テレビドラマ・ミュージカル再演）
- 工藤夕貴（ミュージカル初演）
- 長澤まさみ（映画）
- 奈良瞳、矢吹奈子（映画（幼少期））